# Colectivo Oaxaqueño en Defensa de los Territorios
El Colectivo Oaxaqueño en Defensa de los Territorios es una asociación mexicana de organizaciones civiles, sociales y comunitarias del estado de Oaxaca que realiza actividades como la defensa de derechos humanos, defensa del territorio y de los recursos naturales de dicho sitio.

## Historia
El colectivo fue fundado en 2009 ante actividades de distintos defensores y grupos civiles, sociales y comunitarios contra el desarrollo de megaproyectos relacionados con industrias extractivas como la minería, infraestructura pública como nuevas carreteras, generación de energía eléctrica eólica e hidroeléctrica, uso y cuidado del agua y proyectos agrícolas con intervención de semillas transgénicas.
El 11 y 12 de octubre de 2018 realizaron el Juicio popular contra las mineras, un proceso público de carácter popular ocurrido en la ciudad de Oaxaca en el que participaron representantes de 522 comunidades de las regiones oaxaqueñas de Valles Centrales, Sierra Sur-Costa, Sierra Norte, Mixteca-Cañada e Istmo. En el mismo denunciaron y culpabilizaron 22 casos relacionados con la explotación minera y las repercusiones negativas de dicha actividad.

### Integrantes
El colectivo está integrado por las siguientes asociaciones:
- Centro de Derechos Indígenas Flor y Canto
- Servicios para una Educación Alternativa (EDUCA)
- Union de Organizaciones de la Sierra Juárez de Oaxaca (UNOSJO)
- Centro de los Derechos Humanos Miguel Agustín Pro Juárez
- Servicios del pueblo Mixe (Ser Mixe)
- Tequio Jurídico